# Ur med panorama över Alster

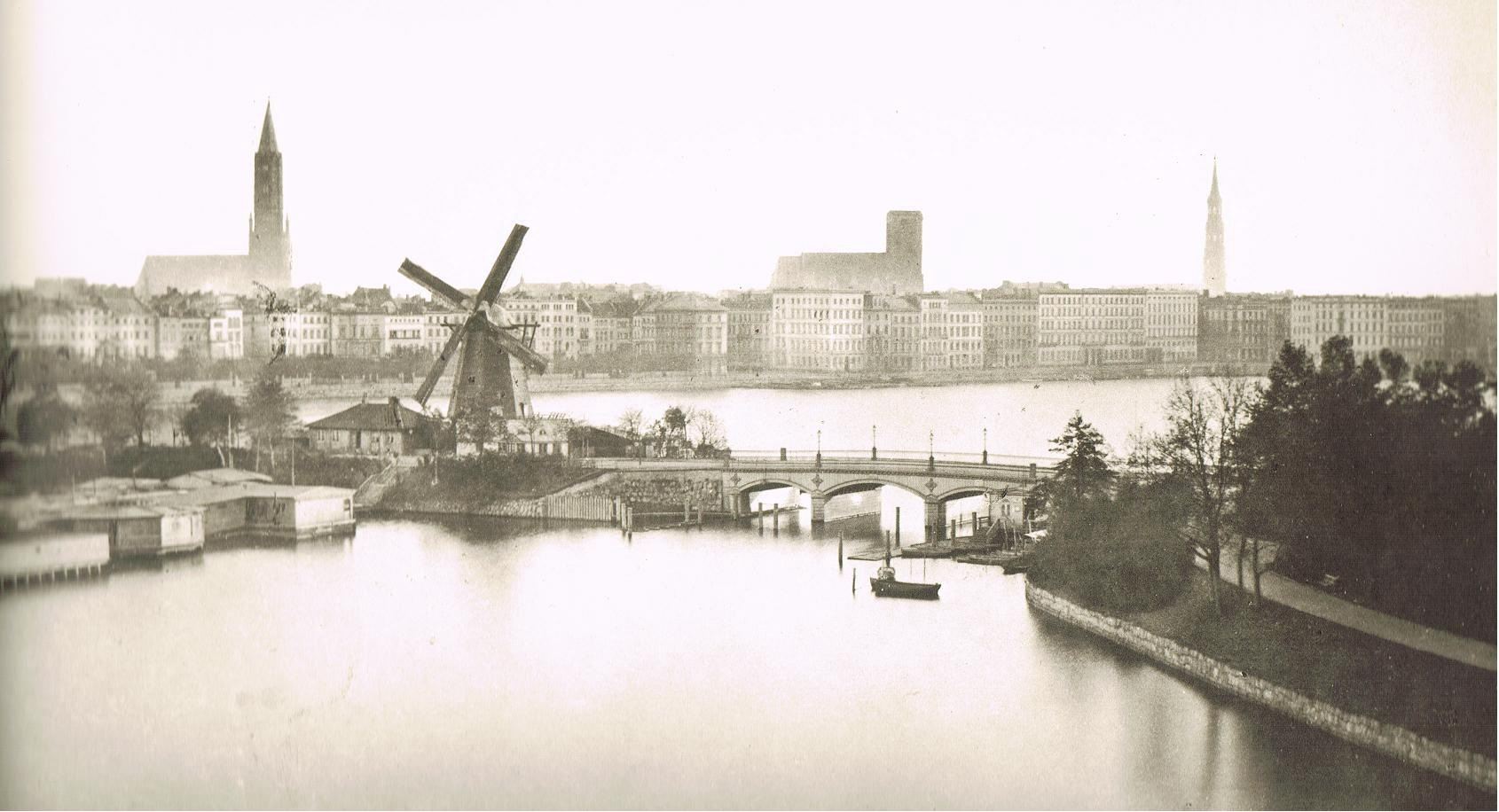
Fotografi från 1860, som visar väderkvarn, sjö och den ursprungliga bron, från ungefär samma observationsplats som målningen.

Ur med panorama över Alster (tyska: Bilderuhr mit Alsterpanorama), också känd som Kaffefest på Alster med vy över Lombardbron och staden, är en tysk oljemålning av okänd(a) konstnär(er) på ett kombinerat ur och speldosa från omkring 1827–1830.

## Målningen
I målningens förgrund syns en grupp människor som dricker kaffe i en park vid stranden av sjön Aussenalster, i sällskap av musikanter och barn. I bakgrunden syns Lombardbron och bakom bron staden Hamburg. Från vänster i bilden syns bland annat följande byggnader: 
- Sankt Jacobikyrkan
- En väderkvarn på befästningsvallen vid Alster, en av de fem som fortfarande fanns kvar på Hamburg Wallring omkring 1830
- Arbets- och tukthuset
- Sankt Peterskyrkan
- Sankta Katarina kyrka
- Sankt Nikolaikyrkan

Dessa landmärken visar att målningen avbildar den västra stranden av Aussenalstersjön i riktning direkt mot söder, ungefär från där den nuvarande Fontenaygatan når stranden. Sankt Peterskyrkan, Sankt Nicholaikyrkan och arbets- och tukthuset förstördes alla tre i Stora branden i Hamburg 1842, 12–15 år efter målningens tillkomst. Lombardbron i trä ersattes på 1860-talet av nuvarande bron och 1953 byggdes Kennedybron i närheten.

## Proveniens
Uret finns på Hamburg Museum i Hamburg.